# Lista de álbuns número um no Japão em 2007
Os álbuns e mini-álbuns mais vendidos no Japão, são classificados na Oricon Weekly Chart, publicados pela revista Oricon Style. Os dados são compilados pela Oricon com base nas vendas físicas semanais de cada álbum. Em 2009, 41 álbuns atingiram o topo das paradas.

## Histórico da parada
| Data            | Álbum                   | Artista(s)               | Ref.   |
| --------------- | ----------------------- | ------------------------ | ------ |
| 1 de janeiro    | Black Cherry            | Kumi Koda                | [ 2 ]  |
| 15 de janeiro   | Black Cherry            | Kumi Koda                | [ 3 ]  |
| 22 de janeiro   | Black Cherry            | Kumi Koda                | [ 4 ]  |
| 29 de janeiro   | Made in Twenty (20)     | BoA                      | [ 5 ]  |
| 5 de fevereiro  | Heart                   | Yuna Ito                 | [ 6 ]  |
| 12 de fevereiro | Love Is Beautiful       | Glay                     | [ 7 ]  |
| 19 de fevereiro | Scratch                 | Kaela Kimura             | [ 8 ]  |
| 26 de fevereiro | Scratch                 | Kaela Kimura             | [ 9 ]  |
| 5 de março      | Heisei Fūzoku           | Ringo Shiina, Neko Saito | [ 10 ] |
| 12 de março     | A Best 2: White         | Ayumi Hamasaki           | [ 11 ] |
| 19 de março     | Exile Evolution         | Exile                    | [ 12 ] |
| 26 de março     | Home                    | Mr. Children             | [ 13 ] |
| 2 de abril      | Home                    | Mr. Children             | [ 14 ] |
| 9 de abril      | Ai am Best              | Ai Otsuka                | [ 15 ] |
| 16 de abril     | Can't Buy My Love       | Yui                      | [ 16 ] |
| 23 de abril     | Can't Buy My Love       | Yui                      | [ 17 ] |
| 30 de abril     | Cartoon KAT-TUN II You  | KAT-TUN                  | [ 18 ] |
| 7 de maio       | The Best Damn Thing     | Avril Lavigne            | [ 19 ] |
| 14 de maio      | The Best of Mihimaru GT | Mihimaru GT              | [ 20 ] |
| 21 de maio      | B-Side                  | Mr. Children             | [ 21 ] |
| 28 de maio      | Minutes to Midnight     | Linkin Park              | [ 22 ] |
| 4 de junho      | Denim                   | Mariya Takeuchi          | [ 23 ] |
| 11 de junho     | Denim                   | Mariya Takeuchi          | [ 24 ] |
| 18 de junho     | KJ2 Zukkoke Daidassō    | Kanjani Eight            | [ 25 ] |
| 25 de junho     | Lost Highway            | Bon Jovi                 | [ 26 ] |
| 2 de julho      | All Yours               | Crystal Kay              | [ 27 ] |
| 9 de julho      | Play                    | Namie Amuro              | [ 28 ] |
| 16 de julho     | Play                    | Namie Amuro              | [ 29 ] |
| 23 de julho     | Time                    | Arashi                   | [ 30 ] |
| 30 de julho     | 39                      | KinKi Kids               | [ 31 ] |
| 6 de agosto     | Range                   | Orange Range             | [ 32 ] |
| 13 de agosto    | Greatest Hits           | Sukima Switch            | [ 33 ] |
| 20 de agosto    | Greatest Hits           | Sukima Switch            | [ 34 ] |
| 27 de agosto    | Vocalist 3              | Hideaki Tokunaga         | [ 35 ] |
| 3 de setembro   | Vocalist 3              | Hideaki Tokunaga         | [ 36 ] |
| 10 de setembro  | Ketsunopolis 5          | Ketsumeishi              | [ 37 ] |
| 17 de setembro  | Ketsunopolis 5          | Ketsumeishi              | [ 38 ] |
| 24 de setembro  | Voyager                 | V6                       | [ 39 ] |
| 1 de outubro    | Today                   | Angela Aki               | [ 40 ] |
| 8 de outubro    | Love Piece              | Ai Otsuka                | [ 41 ] |
| 15 de outubro   | Five-star               | Yuki                     | [ 42 ] |
| 22 de outubro   | SazanamiCD              | Spitz                    | [ 43 ] |
| 29 de outubro   | TackeyTsuba Best        | Tackey & Tsubasa         | [ 44 ] |
| 5 de novembro   | Unbreakable             | Backstreet Boys          | [ 45 ] |
| 12 de novembro  | Unbreakable             | Backstreet Boys          | [ 46 ] |
| 19 de novembro  | Pacific                 | NEWS                     | [ 47 ] |
| 26 de novembro  | Phi                     | KinKi Kids               | [ 48 ] |
| 3 de dezembro   | Kiss                    | L'Arc-en-Ciel            | [ 49 ] |
| 10 de dezembro  | Jiko Best 2             | Kazumasa Oda             | [ 50 ] |
| 17 de dezembro  | Action                  | B'z                      | [ 51 ] |
| 24 de dezembro  | Exile Love              | Exile                    | [ 52 ] |
| 31 de dezembro  | 5296                    | Kobukuro                 | [ 53 ] |